# マルゲリータ・アック
マルゲリータ・アック（Margherita Hack, 1922年6月12日 - 2013年6月29日）は、イタリア人の天体物理学者、ポピュラーサイエンスの作家。1995年に発見された小惑星、(8558) アックは、彼女の名前から来ている。

## 人物
イタリアのフィレンツェ生まれ。彼女は1945年にアルチェトリ天文台からケフェウス型変光星の論文により栄誉を授けた。彼女は1964年から1997年までトリエステ大学の天文学の教授であったが、1998年に退職した。
彼女はトリエステ天文台に1964年から1987年まで所属した。
彼女はいくつかの物理学および天文学の学会会員であり、トリエステ大学の天文学のデパートメントのディレクターとして、1985年から1991年および、1994年から1997年まで所属した。彼女はアッカデーミア・デイ・リンチェイのメンバーである。
2013年6月29日、トリエステの病院で死去。91歳没。